# 張雅軍
張 雅軍（チョウ ガグン）は、中華人民共和国の人類学者。自然人類学を専攻。本名は「張君」。女性。

## 人物
1988年、内モンゴル師範大学卒業。1991年、中国社会科学院研究生院考古系修了。中国社会科学院考古所史前研究室研究員、中国社会科学院考古所的科技考古中心研究員、中国社会科学院考古研究所副教授。
学外では、『中華文明探源プロジェクト』などに参加している。
日中歴史共同研究中国側委員として古代・中近世史分科に参加し、「古代中近世東アジア世界における日中関係史」を発表している。